# Schlacht von Avarayr
Die Schlacht von Avarayr (persisch نبرد آوارایر Nabard-e Āvārāyar, armenisch Ավարայրի ճակատամարտ Avarayri chakatamart), auch als Schlacht von Vartanantz bekannt, fand am 26. Mai 451 auf der Ebene von Avarayr statt. Dabei kämpften armenische Aufständische unter Wardan Mamikonjan gegen ihre sassanidischen Oberherren. Obwohl die persischen Sassaniden die Schlacht gewannen, wurde den Armeniern Religionsfreiheit zugesichert.

## Hintergrund
Das Königreich Armenien war das erste Land, welches das Christentum als Staatsreligion eingeführt hatte. Dies geschah unter dem arsakidischen König Trdat III. im Jahr 301. Als 428 die herrschenden armenischen Arsakiden, die Vasallen der Perser waren, durch einen Aufstand des Adels gestürzt wurden, setzten die Perser Gouverneure ein. Die Armenier akzeptierten diese Herrschaft, unter der Bedingung, ihre Religion ausüben zu können. Doch der persische König Yazdegerd II. war der Ansicht, dass die armenische Kirche der feindlichen römischen Kirche zu nahe stand, und wollte eher eine Anbindung an die nestorianische Kirche, die von den Sassaniden unterstützt wurde. Daher befahl er die armenischen Adeligen zu sich nach Seleukeia-Ktesiphon und erlegte ihnen auf, den Kontakt zur Kirche in Rom zu beenden.
Yazdegerds Politik zeigte keine Wirkung und provozierte eine Rebellion in Armenien, der sich die Adeligen nach ihrer Rückkehr anschlossen. Die Sassaniden sammelten eine große Armee, um den Aufstand niederzuschlagen. Wardan Mamikonjan aus der Adelsfamilie Mamikonjan bat beim oströmischen Kaiser Theodosius II. um Hilfe, die aber nicht rechtzeitig eintraf.

## Schlacht

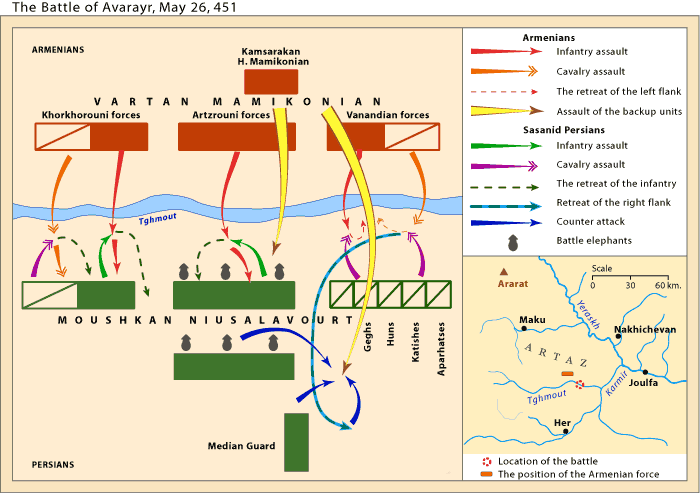
Schlachtplan

Die angeblich 66.000 Mann starke armenische Armee nahm vor der Schlacht noch zusammen das Abendmahl. Das Heer bestand vor allem aus Fußsoldaten, die hoch motivierte Freiwillige ohne Kampferfahrung waren und von berittenen Adligen angeführt wurden. Diese waren erfahrene Krieger und zum Teil Veteranen der Römisch-Persischen Kriege. Die persische Armee soll deutlich größer, angeblich dreimal so groß, gewesen sein und führte Kriegselefanten und Asavārān-Kavallerie mit, deren Elite den Unsterblichen nachempfunden war. Da der Krieg zwischen Armeniern und Persern zugleich ein innerarmenischer Bürgerkrieg war, kämpften armenische Adelige unter Vasag Suni auf Seiten der Sassaniden. Die Perser gewannen die Schlacht dank ihrer Kriegselefanten und der überlegenen Reiterei und töteten Wardan Mamikonjan und acht seiner Generäle.

## Folgen
Nach dem Sieg sperrte Yazdegerd II. viele der armenischen Priester und Adeligen ein und ernannte einen neuen Gouverneur. Wegen des Aufstandes konnten die Armenier nicht am Konzil von Chalcedon im selben Jahr teilnehmen. Die armenische Kirche erkannte die Entscheidungen des Konzils nicht an und blieb dem Monophysitismus verbunden.
Der armenische Widerstand hielt unter dem Neffen Wardans Vahan Mamikonjan an. Schließlich unterzeichnete 484 König Peroz I. den Vertrag von Nvarsak, der den christlichen Armeniern Religionsfreiheit zugestand. Die armenische Kirche hatte sich von Rom und Konstantinopel gelöst. Durch den Vertrag traten eine Generalamnestie und die Erlaubnis, neue Kirchen zu errichten, in Kraft. Trotz der militärischen Niederlage und Verschleppung verschiedener Revolutionsführer und Priester nach Golestan konnten die Armenier sich so am Ende durchsetzen. Der 26. Mai ist heute noch für die Armenier ein wichtiger Gedenktag. Wardan Mamikonjan wurde zu einem Heiligen erklärt.